# Xavier Mellery

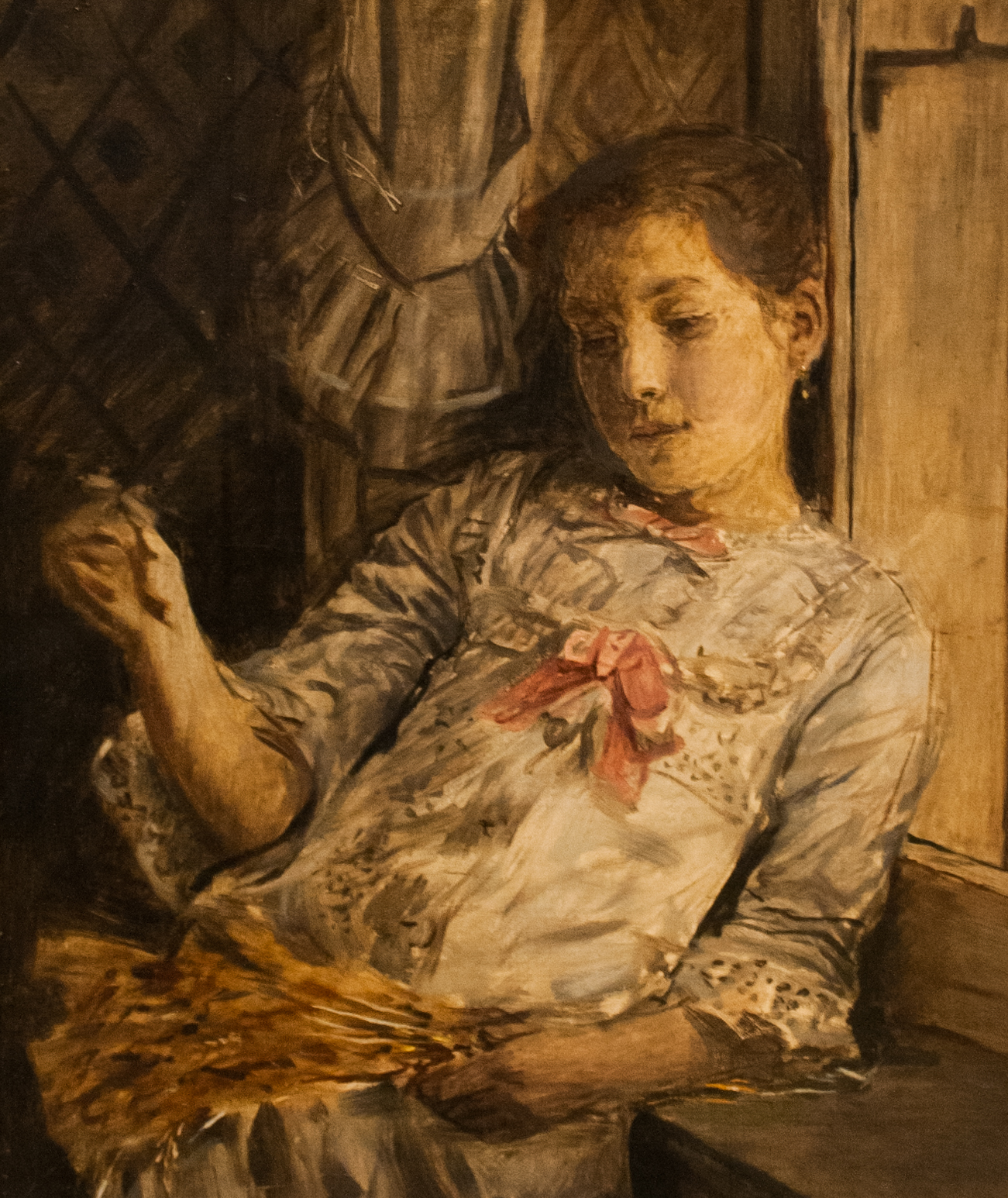
De dochter van de artiest door Xavier Mellery

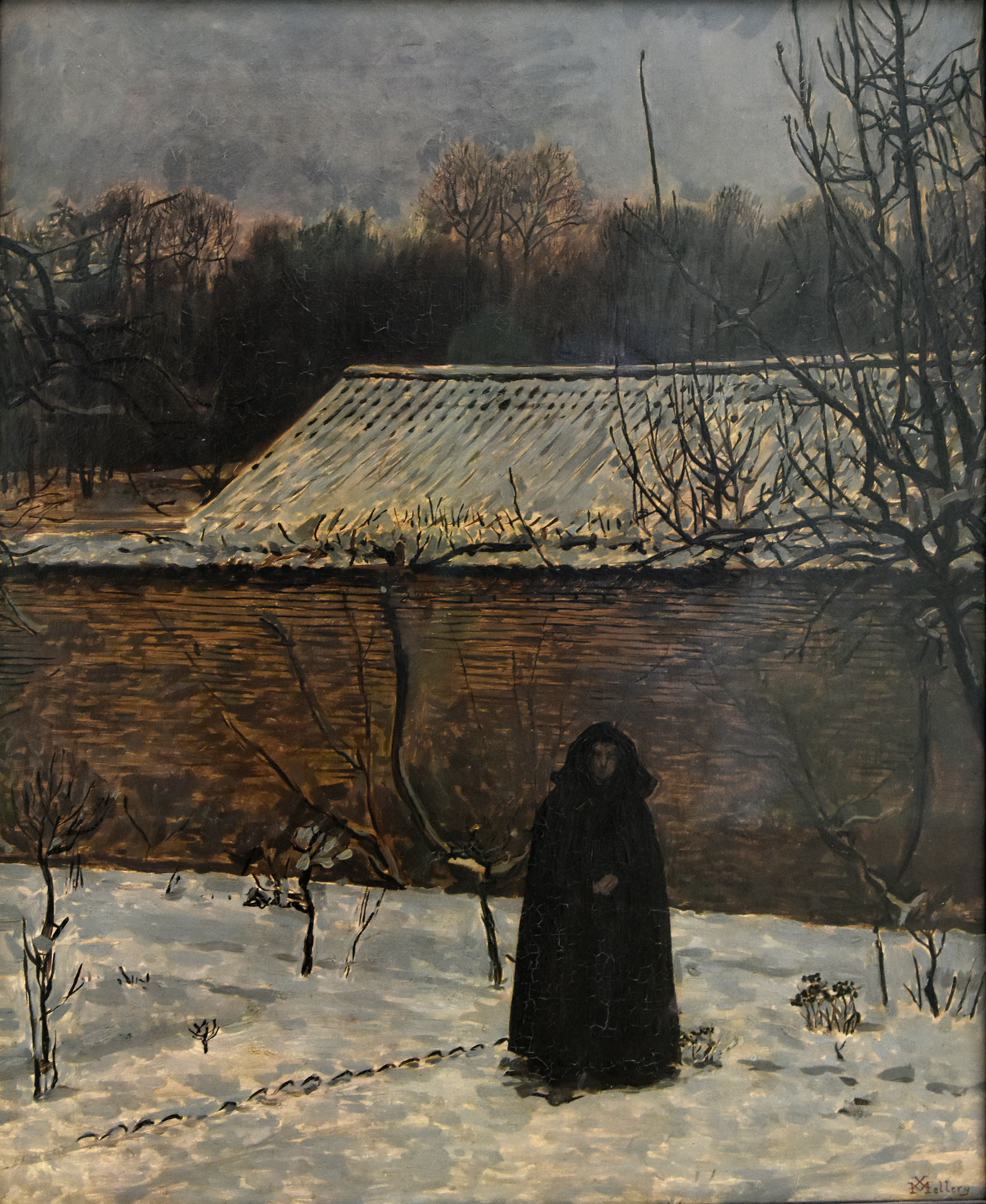
Winterdag in het Kröller-Müller Museum

Xavier Mellery (Laken, 9 augustus 1845 - aldaar, 4 februari 1921) was een Belgisch kunstschilder, tekenaar en illustrator. Hij wordt gezien als de voorloper van het Symbolisme.

## Biografie

### 1845-1879
Hij wordt geboren in Laken, dicht bij het koninklijk park, waar hij ook overlijdt. Zijn vader is er tuinman bij koning Leopold I. Hij is een van de vele bekende Brusselaars met graf op het bekende kerkhof van Laken, bekend van de kunst van grafbeeldhouwer Salu.
Hij gaat in de leer bij de kunstenaar-stoffeerder Charles Albert (1821-1889) en is leerling van Tasson-Snel en daarna van Jean-François Portaels aan de Koninklijke Academie voor Schone Kunsten te Brussel, waar hij zich op 2 oktober 1860 inschrijft. Hij volgt gedurende drie jaar de tekenklas. Twee jaar tekent hij naar antieke figuur en het derde jaar naar de natuur. Al in 1864 behaalt hij de eerste plaats op de wedstrijd. Van François-Joseph Navez, directeur van de Brusselse academie, krijgt hij toestemming in het Brusselse museum te gaan kopiëren. In het atelier van Portaels modelleert en schildert hij vanaf 1864 naar de natuur en waagt hij zich aan historische compositie. In 1865 én 1866 krijgt hij in alle disciplines de eerste plaats en wordt hij eerste laureaat in de grote schilderswedstrijd van 1867 met een Academisch naakt. Nadat hij in 1867 slechts een eervolle vermelding kreeg, behaalt Mellery de Prijs van Rome in 1870.
Hij onderneemt in 1871 een Italië-reis via Duitsland en komt er in de ban van fresco's en wandschilderingen. Hij bewondert er werken van Giovanni Bellini en Masaccio. Hij kopieert een werk van Vittore Carpaccio. In Rome maakt hij kennis met de beeldhouwer Paul De Vigne, wiens portret hij later realiseert en die een vriend voor het leven wordt. Tijdens zijn verblijf in Rome formuleert Mellery zijn heel zijn leven volgehouden artistieke credo: zijn verlangen naar een peinture d'idées zonder het realisme te verlaten.  Daardoor wordt de schilder gezien als een voorloper van het Symbolisme.
 
Onder de indruk van de fresco's van de Sixtijnse Kapel droomt hij ervan de decoratieve tradities van de renaissance voort te zetten. In 1875 zendt hij vanuit Rome zijn De moeder van de Gracchen vóór de Romeinse matrone in voor een tentoonstelling. Na zijn vier jaar durende reis naar Italië, ging hij na vaders dood terug in het ouderlijk huis wonen, omringd door zijn moeder en vier zussen. In deze afgesloten beschutte plaats zou hij zijn beste werk scheppen voorstellende verstilde avondlijke en nachtelijke interieurs.

In 1878 onderneemt hij een nieuwe Italiëreis. Hij schildert er gezichten van Venetië.
Op uitnodiging van Charles de Coster verblijft hij in 1878-1879 op het eiland Marken om er de plaatselijke tradities te bestuderen. De vruchten van zijn artistieke arbeid zijn bestemd voor publicatie in Tour du monde. Zijn werk aldaar bestaat uit fraaie portretten van de plaatselijke bewoners van Marken, meestal ingetogen en bedrukt van sfeer.

### 1880-1921
In 1882 maakt hij 48 schetsen die de Brusselse gilden en genootschappen uitbeelden en model moeten staan voor de bronzen beeldjes die de zuilen rond het Kleine Zavelplantsoen in Brussel bekronen. Die worden door verschillende beeldhouwers, onder wie Constantin Meunier, uitgevoerd. In 1887 maakt hij een reis door Duitsland, Tsjechië en Slowakije, Tirol en Zwitserland, om er de graffitotechniek te bestuderen, die hij wil toepassen in een fries voor de decoratie van de benedenverdieping van het toenmalige Paleis voor Schone Kunsten (nu het Museum voor Oude Kunst), die uiteindelijk nooit wordt gerealiseerd (voor nog een nooit uitgevoerd project voor dat gebouw, zie Constant Montald). Nog andere projecten voor de grote trap van het Paleis der Academiën, de zaal van de Rechtbank van koophandel van het Justitiepaleis (1913) en voor de trouwzaal van het Brusselse Stadhuis, zullen nooit worden uitgevoerd.
Wel ontwerpt hij nog talrijke diploma's, affiches en illustraties. Voor de illustratie van Camille Lemonniers boek La Belgique trekt hij met Constantin Meunier door het hele land.
Hij wordt viermaal uitgenodigd door de groep Les XX. In 1885 stelt hij bij hen de werken tentoon die hij op Marken heeft gerealiseerd. Hij is de eerste leermeester van Fernand Khnopff en ligt mee aan de basis van de stichting van de groep Pour l'Art in 1892.
Hij is enerzijds bekend door zijn decoratieve allegorieën: werken met gouden achtergrond (meestal ontwerpen voor de nooit uitgevoerde projecten). Anderzijds maakt hij in 1890 een reeks intimistische werken, tentoongesteld onder de noemer L'âme des choses (de ziel der dingen); een deel van de onderwerpen zoekt hij in de eigen leefomgeving en vooral zijn ouderlijk en later eigen huis. Daarover zei hij zelf: Voor het merendeel bij mij thuis genomen hoekjes; ze zijn intiem en intens en houden volgens mij het leven, de ziel van de levenloze dingen, verborgen. In al deze intimistische zwart-wit tekeningen, gemaakt met krijt en gewassen inkt op papier, draait alles om het raadsel van de stilte. Zij krijgen: Avonddroom, Mijn vestibule, Lichteffect maar ook De trap, De keuken, De deuren of De slaapkamer als titel mee.
Wanneer hij in 1909 wordt uitgenodigd op 'Hedendaagse Kunst' in Antwerpen stelt hij daar nog meer werken tentoon onder de noemer L'âme des choses. Vooral de reeksen die passen onder de noemer L'âme des choses verlenen Mellery zijn plaats in de symbolistische beweging.
In 2000 is er een tentoonstelling gewijd aan Xavier Mellery: de ziel der dingen in het Van Gogh Museum in Amsterdam en het Museum van Elsene in Brussel.

## Werken
- www.artcyclopedia.com is een webstek met doorverwijzing naar sites waarop werken van Mellery worden gereproduceerd